# آيت واحي (أملاكو)
آيت واحي هي إحدى مشيخات المملكة المغربية، تتبع جغرافيا لإقليم الرشيدية وإداريًا لأملاكو. يقدر عدد سكانها بـ 3441 نسمة حسب الإحصاء الرسمي للسكان والسكنى لسنة 2004.